# Классический «Доктор Кто» (4-й сезон)
Премьера четвёртого сезона классических серий британского научно-фантастического сериала «Доктор Кто» состоялась 10 сентября 1966 года, с выходом на экраны серии «Контрабандисты». Сезон завершился 1 июля 1967 года показом последнего эпизода серии «Зло далеков».

## Актёрский состав

### Основной
- Уильям Хартнелл в роли Первого Доктора
- Анник Уиллс в роли Полли
- Майкл Крейз в роли Бена Джексона
- Патрик Траутон в роли Второго Доктора
- Фрейзер Хайнс в роли Джейми Маккриммона
- Дебора Уотлинг в роли Виктории Уотерфилд

Уильям Хартнелл появился в роли Доктора только в первых двух сериях сезона, в конце последнего эпизода «Десятой планеты» он впервые регенерирует, после чего Хартнелла сменил Патрик Траутон, сыгравший воплощение Повелителя времени, впоследствии ставшее известным как Второй Доктор.
Анник Уиллс и Майкл Крейз вернулись к своим ролям Полли и Бена соответственно. В серии «Горцы» к ним присоединился Фрейзер Хайнс в роли Джейми Маккриммона. Полли и Бен в последней раз появились в предпоследней серии, Безликие, а в финальной серии впервые замечена Виктория Уотерфилд (Дебора Уотлинг).

## Серии
Продюсером 4 сезона классики была назначена Иннес Ллойд, редактором сценариев — Джерри Дэвис. Дэвис ушёл с должности после выхода серии «Безликие», после чего его сменил Питер Брайант, который до этого был ассистентом продюсера.
«Контрабандисты» были сняты в рамках третьего производственного блока сезона, но в итоге стали премьерной серии сезона.
«Сила далеков» стало первой серией с участием далеков, которая получила название на « …далеков». В дальнейшем подобным образом именовались практически все классические серии, в которых роль главных злодеев играют представители этого инопланетного вида. Традицию нарушила только серия 11 сезона классики «Смерть далекам». В возрождённом сериале к такой схеме именования вернулись с выпуском эпизода «Эволюция далеков».
В отличие от серий остальных чёрно-белых сезонов «Доктора Кто», ни одна серия 4 сезона классики не сохранилась в архивах в полном объёме. Серии «Контрабандисты», «Сила далеков», «Горцы» и «Террор Макра» являются полностью утраченными. Из 43 эпизодов, выпущенных в рамках сезона, в архивах сохранилось только 10. Самая полная серия, «Десятая планета» (у неё отсутствует лишь финальный эпизод) и ещё одна серия с участием киберлюдей, «Лунная база», были реконструированы при помощи анимации. Художественный стиль анимации напоминает ту, которая была использована при восстановлении серии 1 сезон классического «Доктора Кто» «Господство террора».
| Номер | Название                                   | Названия частей (эпизодов)  | Режиссёр          | Сценарист                   | Зрителей (млн)              | Индекс оценки (из 100) | Дата выхода в эфир | Код |
| --- | ------------------------------------------ | --------------------------- | ----------------- | --------------------------- | --------------------------- | ---------------------- | --- | --- |
| 28 | «Контрабандисты» «The Smugglers»           | 4 эпизода (все утеряны)     | Джулия Смит       | Брайан Хэйлес               | 4.3 4.9 4.2 4.5             | 47 45 43               | 10 сентября 1966 года 17 сентября 1966 года 24 сентября 1966 года 1 октября 1966 года                                     | CC  |
| Доктор со своими спутниками Полли и Беном прибывает на побережье Корнуэлл в XVII в., где пираты во главе с Сэмуэлем Пайком и его подручным Черабом ищут клад. |                                            |                             |                   |                             |                             |                        | |     |
| 29 | «Десятая планета» «The Tenth Planet»       | 4 эпизода (эпизод 4 утерян) | Дерек Мартинус    | Кит Педлер Джерри Дэвис     | 5.5 6.4 7.6 7.5             | 50 48 47               | 8 октября 1966 года 15 октября 1966 года 22 октября 1966 года 29 октября 1966 года                                        | DD  |
| ТАРДИС приземляется недалеко от станции "Снежная вершина" на Южном полюсе в 1986 г, где происходят странные вещи, всему виной оказываются новые, не виданные ранее существа - Киберлюди, прибывшие с планеты Мондас. Схватка с новыми врагами сильно ослабляет Доктора и в конце 4 эпизода он впервые регенерирует. |                                            |                             |                   |                             |                             |                        | |     |
| 30 | «Сила далеков» «The Power of the Daleks»   | 6 эпизодов (все утеряны)    | Кристофер Бэрри   | Дэвид Уитакер Деннис Спунер | 7.9 7.8 7.5 7.8 8.0 7.8     | 43 45 44 47 48 47      | 5 ноября 1966 года 12 ноября 1966 года 19 ноября 1966 года 26 ноября 1966 года 3 декабря 1966 года 10 декабря 1966 года   | EE  |
| Бен и Полли наблюдают первую регенерацию Доктора. Бен полагает, что Второй Доктор - самозванец. В это время ТАРДИС материализируется на планете Вулкан. |                                            |                             |                   |                             |                             |                        | |     |
| 31 | «Горцы» «The Highlanders»                  | 4 эпизода (все утеряны)     | Хью Дэвид         | Элвин Джонс Джерри Дэвис    | 6.7 6.8 7.4 7.3             | 47 46 47               | 17 декабря 1966 года 24 декабря 1966 года 31 декабря 1966 года 7 января 1967 года                                         | FF  |
| Путешественники прибывают в Шотландию времён после сражение при Куллодене. Здесь же Доктор знакомится с новым спутником. |                                            |                             |                   |                             |                             |                        | |     |
| 32 | «Подводная угроза» «The Underwater Menace» | 4 эпизода (1, 4 утеряны)    | Джулия Смит       | Джиофри Орм                 | 8.3 7.5 7.1 7.0             | 48 46 45 47            | 14 января 1967 года 21 января 1967 года 28 января 1967 года 4 января 1967 года                                            | GG  |
| ТАРДИС приземляется на пустынном вулканическом острове, но вскоре Доктор, Бен, Полли и Джейми оказываются в ловушке. |                                            |                             |                   |                             |                             |                        | |     |
| 33 | «Лунная база» «The Moonbase»               | 4 эпизода (1, 3 утеряны)    | Морри Бэрри       | Кит Педлер                  | 8.1 8.9 8.2 8.1             | 50 49 53 58            | 11 февраля 1967 года 18 февраля 1967 года 25 февраля 1967 года 4 марта 1967 года                                          | HH  |
| ТАРДИС приземляется на Луне в 2070 г. Контрольная станция под командованием некоего Хобсона находится во власти чумы, занесённой киберчеловеком. Джейми впадает в бред, а Доктор, Бен и Полли должны остановить эпидемию.                                                                                           |                                            |                             |                   |                             |                             |                        | |     |
| 34 | «Террор Макра» «The Macra Terror»          | 4 эпизода (все утеряны)     | Джон Ховард Дэвис | Ян Стюарт Блэк              | 8.0 7.9 8.5 8.4             | 50 48 52 49            | 11 марта 1967 года 18 марта 1967 года 25 марта 1967 года 1 апреля 1967 года                                               | JJ  |
| Доктор, Джейми, Бен и Полли прибывают в человеческую колонию, кажущуюся на первый взгляд счастливым местом. |                                            |                             |                   |                             |                             |                        | |     |
| 35 | «Безликие» «The Faceless Ones»             | 6 эпизодов (2, 4—6 утеряны) | Гэрри Милл        | Дэвид Эллис Малкольм Хьюлк  | 8.0 6.4 7.9 6.9 7.1 8.0     | 51 50 53 55 52         | 8 апреля 1967 года 15 апреля 1967 года 22 апреля 1967 года 29 апреля 1967 года 6 мая 1967 года 13 мая 1967 года           | KK  |
| ТАРДИС приземляется на Земле в июле 1966 г. на взлётно-посадочной полосе аэропорта Гэтвик. Полли узнаёт об убийстве в одном из ангаров, но оказывается похищена. |                                            |                             |                   |                             |                             |                        | |     |
| 36 | «Зло далеков» «The Evil of the Daleks»     | 7 эпизодов (1, 3—7 утеряны) | Дерек Мартинус    | Дэвид Уитакер               | 8.1 7.5 6.1 5.3 5.1 6.8 6.1 | 51 52 51 53 49 56      | 20 мая 1967 года 27 мая 1967 года 3 июня 1967 года 10 июня 1967 года 17 июня 1967 года 24 июня 1967 года 1 июля 1967 года | LL  |
| Дилер Эдвард Уотерфилд крадёт ТАРДИС, а затем заманивает Доктора и Джейми в ловушку. Они материализуются в 1866 г. — собственном времени Уатерфилда, где его дочь Виктория находится в заложниках у далеков. |                                            |                             |                   |                             |                             |                        | |     |

## Производство
Начиная с серии «Террор Макра» можно увидеть слегка изменённые начальные титры.

## Утраченные эпизоды
- «Контрабандисты» — утрачены все эпизоды.
- «Десятая планета» — в архивах отсутствует один эпизод. Восстановлен за счёт анимации
- «Сила далеков» — утеряны все эпизоды.
- «Горцы» — утрачены все эпизоды.
- «Подводная угроза» — в архивах отсутствуют эпизоды 1 и 4 (из 4).
- «Лунная база» — утеряны эпизоды 1 и 3, восстановлены за счёт анимации.
- «Террор Макра» — утрачены все 4 эпизода.
- «Безликие» — в архивах отсутствуют все эпизоды, кроме 1 и 3 (всего их 6).
- «Зло далеков» — утеряны эпизоды 1, 3—7.

## DVD и Blu-Ray
| Серия                                                         | Количество и продолжительность эпизодов | Регион 2                              | Регион 4            | Регион 1             |
| ------------------------------------------------------------- | --------------------------------------- | ------------------------------------- | ------------------- | -------------------- |
| «Десятая планета» Эпизод 4 реконструирован за счёт анимации   | 4 × 25 мин.                             | 24 июня 2013 года 18 ноября 2013 года | 20 ноября 2013 года | 19 ноября 2013 года  |
| «Подводная угроза»                                            | 2 × 25 мин. (реконструкции)             | 26 октября 2015 года                  | 2 декабря 2015 года | TBA                  |
| «Лунная база» Эпизоды 1 и 3 реконструированы за счёт анимации | 4 × 25 мин.                             | 20 января 2014 года                   | 29 января 2014 года | 11 февраля 2014 года |

DVD-издание «Подводной угрозы», как первоначально планировалось, должно было содержать утраченные эпизоды серии, реконструированные за счёт анимации, однако в феврале 2015 года стало известно, что от этой идеи отказались. В результате свет увидело издание, содержащее обычные слайд-реконструкции утерянных эпизодов.
Затерянные во времени
Все серии, эпизоды которых утеряны, включая серии этого сезона, были объединены в единое коллекционное издание «Затерянные во времени». В регионе 1 издание выходило в двух форматах: в виде двух независимых томов (для эпизодов серий с Первым и Вторым Докторами соответственно) и в виде единого сборника. В Регионах 2 и 4 доступен только в виде единого сборника.
| Серия | Количество и продолжительность эпизодов | Регион 2           | Регион 4                             | Регион 1           |
| --- | --------------------------------------- | ------------------ | ------------------------------------ | ------------------ |
| «Подводная угроза»(эпизоды 3 и 4) «Лунная база»(эпизоды 2 и 4, аудио эпизодов 1 и 3) «Безликие»(эпизоды 1 и 3) «Зло далеков»(эпизод 2) Включая уцелевшие отрывки из серий «Сила далеков», «Горцы», «Террор Макра», «Контрабандисты» и «Десятая планета» | 6 × 25 мин. 2 аудио × 25 мин.           | 1 ноября 2004 года | 2 декабря 2004 года 1 июля 2010 года | 2 ноября 2004 года |

## Книги
| Серия              | Адаптация                      | Автор            | Впервые опубликована |
| ------------------ | ------------------------------ | ---------------- | -------------------- |
| «Контрабандисты»   | «Контрабандисты»               | Терренс Дикс     | 1988                 |
| «Десятая планета»  | «Доктор Кто и Десятая планета» | Джерри Дэвис     | 1976                 |
| «Сила далеков»     | «Сила далеков»                 | Джон Пил         | 1993                 |
| «Горцы»            | «Горцы»                        | Джерри Дэвис     | 1984                 |
| «Подводная угроза» | «Подводная угроза»             | Найджел Робинсон | 1988                 |
| «Лунная база»      | «Доктор Кто и Киберлюди»       | Джерри Дэвис     | 1975                 |
| «Террор Макра»     | «Террор Макра»                 | Ян Стюарт Блэк   | 1987                 |
| «Безликие»         | «Безликие»                     | Терренс Дикс     | 1987                 |
| «Зло далеков»      | «Зло далеков»                  | Джон Пил         | 1993                 |